# Согаваре, Манассе
Манассе Дамукана Согаваре (англ. Manasseh Damukana Sogavare; род. 17 января 1955, Попондетта) — политический и государственный деятель Соломоновых Островов. Четырежды премьер-министр страны. С 1997 года представляет в парламенте Соломоновых Островов округ Восточный Шуазёль.

## Биография
Родился 17 января 1955 года в деревне Тагибангара, на острове Шуазёль. Имеет степень бакалавра по бухгалтерскому учёту, управлению и экономике.
С февраля 1994 по октябрь 1996 года занимал должность постоянного секретаря министра финансов. Кроме того, до избрания в национальный парламент работал комиссаром внутренних бюджетных поступлений, директором Центрального банка Соломоновых Островов и председателем Национального резервного фонда Соломоновых Островов. В ходе парламентских выборов, состоявшихся 6 августа 1997 года, был избран от округа Восточный Шуазёль.
В 1997 году, при премьер-министре Бартоломью Улуфаалу стал министром финансов и казначейства, однако в середине июля 1998 года был смещён с этой должности. По заверениям Согаваре, он был шокирован своим смещением, так как не видел для этого поступка каких-либо причин, поэтому потребовал объяснения от премьер-министра. Спустя несколько дней Улуфаалу заявил, что не будет предавать публичной огласке причину его смещения, так как это могло бы спровоцировать насилие и беспорядки. При этом он подчеркнул, что за его увольнение проголосовало 23 парламентария, двое выступили против и ещё три человека воздержались. Кроме того, премьер-министр развеял слухи о том, что смещение было вызвано отказом М. Согаваре подписать финансовый договор с Ватиканом. В начале августа 1998 года отказался поддерживать в парламенте Улуфаалу и его правительство, обвинив премьер-министра в авторитаризме и лицемерии.
В сентябре 1998 года был избран заместителем лидера оппозиции, которым стал Соломон Мамалони. После смерти Мамалони в январе 2000 года был избран лидером оппозиции, получив поддержку всех десяти оппозиционных парламентариев, присутствовавших во время голосования.
30 июня 2000 года, после захвата мятежниками премьер-министра Улуфаалу и его последующего ухода с поста, был избран премьер-министром Соломоновых Островов, получив поддержку 23 парламентариев («против» проголосовал 21 депутат). На всеобщих выборах, состоявшихся 5 декабря 2001 года, переизбран в парламент, однако его партия завоевала только три парламентских места. 17 декабря 2001 года был вынужден уйти в отставку.
В 2002 году, а также в 2005 году—апреле 2006 года был членом парламентского законодательного комитета.
Согаваре, ранее возглавлявший Народную прогрессивную партию, привлёк в коалицию Партию социального кредита Соломоновых Островов с целью смещения преемника премьер-министра Аллана Кемакеза Снайдера Рини, однако между обеими партиями появились разногласия по поводу того, кто должен выдвинуть кандидатуру на пост нового премьера. 18 апреля 2006 года Согаваре получил в ходе выборов премьер-министра поддержку 11 из 50 парламентариев, заняв третье место, а затем поддержал кандидатуру Рини, что позволило тому избраться на пост. Согаваре, вступивший в коалицию с новым премьер-министром, стал министром торговли, промышленности и занятности населения.
После ухода Рини с поста премьера 26 апреля 2006 года принял очередное решение баллотироваться на пост председателя правительства. Получив поддержку противников Кемакеза и Рини, в ходе парламентского голосования, состоявшегося 4 мая, получил 28 голосов, победив своего главного противника, Фреда Фоно, набравшего 22 голоса. После голосования Согаваре был незамедлительно приведён к присяге.
11 октября 2006 года состоялась неудачная попытка вынесения ему вотума недоверия, который инициировал Фред Фоно (его поддержали 17 членов парламента, в то время как «против» проголосовали 28 человек), который был недоволен серьёзным ухудшением отношений с Австралией. В сентябре того же года премьер-министр выдворил из страны австралийского высокого комиссара Патрика Коула и поддержал временно отстранённого от исполнения обязанностей генерального прокурора Джулиана Моти, чьей экстрадиции требовала Австралия, в которой он обвинялся в изнасиловании несовершеннолетнего ребёнка. 13 октября пригрозил исключить Австралию из состава Региональной миссии по оказанию помощи Соломоновым Островам, а неделю спустя австралийские миротворцы провели обыски в офисе Согаваре в поисках улик, которые можно было бы использовать в деле против Моти.
13 декабря 2007 года ему был вынесен вотум недоверия (за отставку правительства проголосовали 25 парламентариев, против — 22). Тем не менее он оставался действовавшим премьер-министров до 20 декабря, когда новым премьером был избран оппозиционный кандидат Дерек Сикуа, обошедший в голосовании Паттесона Оти, министра иностранных дел в правительстве Согаваре. В тот же день Согаваре был избран лидером оппозиции.
В 2014 году по итогам парламентских выборов вновь стал премьер-министром, однако в ноябре 2017 года по инициативе Сикуа ему был вынесен успешный вотум недоверия, поддержанный 17 депутатами от правящей коалиции. Связал свою отставку с развернутой им борьбой с коррупцией, которая могла бы затронуть представителей правящих верхов. После выборов 2019 года в 4-й раз стал премьер-министром.
В сентябре 2019 года правительство Манассе Согаваре, получив одобрение парламента, приняло решение установить дипломатические отношения с КНР, после чего дипломатические отношения Соломоновых Островов с Тайванем были разорваны. Это решение властей Соломоновых Островов вызвало неодобрение властей США. Между тем власти острова Малаита, входящего в состав Соломоновых островов, не согласились с таким решением центральных властей. В ноябре 2021 года крупная группа протестующих прибыла с Малаиты в столицу страны Хониару, где было организована акция у здания парламента, на которой звучали призывы к отставке Согаваре. Протестующие с Малаиты обвиняли центральные власти в нежелании развивать свой регион и отказе от реализации ряда крупномасштабных проектов на его территории. 24 ноября 2021 года протестующие попытались взять штурмом здание парламента и подожгли его, а после вмешательства органов правопорядка начали грабить и поджигать магазины, школы и полицейские участки. Правительству Соломоновых Островов предоставили помощь власти Австралии, направив 23 своих полицейских и 50 военных. Также решение о военной помощи Соломоновым Островам приняло правительство Папуа — Новой Гвинеи, пообещав прислать около 30 миротворцев. Фиджи также направила на Соломоновы острова 50 военнослужащих.
6 декабря 2021 года пережил вынесение вотума недоверия в Национальном парламенте.